# M2 (lahki tank)
Lahki tank M2 je bil ameriški tank med obema svetovnima vojnama.

## Zgodovina
Tank je bil narejen leta 1935 za Kopenska vojska Združenih držav Amerike. Oblikovan je bil po tanku Vickers Mark E. Prvotna oborožitev je bil puškomitraljez kalibra 12,7 mm (M2 Browning .50). Po dostavljenih desetih enotah tega tanka, so se odločili, da začnejo izdelovati tank z dvema kupolama. Druga kupola je nosila oborožitev kalibra 7.62x63mm. To verzijo so enote poimenovale »Mae West«, ki je bila znana filmska igralka. Večkupolna zasnova je bila neučinkovita, vendar jo je uporabljalo več tanko kot so T-26 in 7TP.
Med špansko državljansko vojno so razvijalci dojeli, da potrebujejo boljše tanke z boljšo zaščito in oborožitvijo. Do leta 1940 so na tank namestili kupolo s topom 37 mm in odebelili oklep na 25 mm. Leta 1940 se je začela gradnja novega tanka, ki je bil zasnovan na podlagi tanka M2. To je bil tank M3 Stuart.

## Uporaba
Do decembra leta 1941 so se tanki uporabljali le za trenažne namene. Le nekaj tankov verzije M2A4 je ostalo v uporabi do leta 1943. Združeno kraljestvo jih je naročilo 100, vendar so po 36. tankih naročilo preklicali v korist tanka M3.

## verzije
- M2A1 (1935):Verzija z eno kupolo in oborožen s puškomitraljezom 12,7 mm. Narejenih je bilo 10 enot.
- M2A2 (1935):Verzija z dvema kupolama. Vzdevek tanka je bil »Mae West«. Narejenih je bilo 239 enot.
- M2A3 (1938):Verzija z dvema kupolama, debelejšim oklepom. Narejenih je bilo 72 enot.
- M2A4 (1940):Verzija z eno kupolo in z oborožitvijo s topom 37 mm. Narejenih je bilo 375 enot.